# Таласемія
Таласемія (середземноморська анемія, анемія Кулі, від грец. θαλασσα — «море», термін, яким у Стародавній Греції позначали Середземне море) — це спадкове захворювання крові, яке характеризується продукцією аномального гемоглобіну, що спричинює делеція генів, які відповідають за його синтез.

## Етіологія
Етіологічним чинником виникнення таласемії є генетично детерміновані дефекти генів, які призводять до порушення синтезу одного із чотирьох ланцюгів, які складають молекулу гемоглобіну. Цими дефектами можуть бути як делеції структурних генів, так і синтез аномальної матричної РНК, неефективна транскрипція або мутації регуляторних генів. Унаслідок цього спостерігається значне зниження або відсутність синтезу одного з поліпептидних ланцюгів, які складають молекулу гемоглобіну, при збільшенні синтезу решти трьох ланцюгів. Унаслідок цього відбувається деформація молекули гемоглобіну, що призводить до деформації еритроцитів, порушення їхньої функції, та як кінцевий наслідок — їхні руйнування та загибель. Наслідком підвищеного гемолізу еритроцитів є анемія.

## Епідеміологічні особливості
Таласемія, переважно у формі β-таласемії, широко поширена у тропічній та субтропічній місцевості, оскільки при дослідженнях встановлено, що хворі на таласемію та особи, гетерозиготні по гену таласемії, мають більшу стійкість до захворювання тропічною малярією. Найбільш часто зустрічаються різні форми β-таласемії у жителів Середземномор'я (у вигляді мутації інтрона І у позиції 110 або β39-термінатора), афроамериканців (мутація ТАТА-послідовності), індійців (мутація інтрону І у позиції 5 або делеції у 619 позиції), китайців (у вигляді зсуву рамки в позиції 71/72 або мутації інтрону 2 в позиції 654), серед жителів Південно-Східної Азії часто зустрічається поєднання гемоглобіна Е з β-таласемією, що призводить до тяжкої анемії, а на острові Сардинія найчастіше зустрічається нонсенс-мутація β39-термінатора. В Азербайджані є ендемічні осередки таласемії, в яких β-таласемія діагностована в 7—10 % населення цих місцевостей.

## Класифікація
Таласемія класифікується за генетичною детермінованістю (гомо- та гетерозиготна), ураженням ланцюгів молекули гемоглобіну, клінічною формою та перебігом захворювання.
За генетичною детермінованістю таласемія поділяється на гомозиготну, коли захворювання генетично успадковується від обох батьків, та гетерозиготну, коли воно успадковується від одного з батьків.
За формою ураження ланцюгів молекули гемоглобіну таласемія поділяється на:
- α-таласемія:
  - гетерозиготне носійство німого гену (α-th2);
  - гемоглобінопатія Н;
  - гомозиготна α-таласемія (водянка плоду з HbBart's).
- β-таласемія:
  - β0-таласемія — з повною відсутністю утворення β-ланцюгів молекули гемоглобіну;
  - β+-таласемія — зі зниженням утворення β-ланцюгів молекули гемоглобіну.[6]
- γ-таласемія (з ураженням γ-ланцюгів).
- δ-таласемія (з ураженням δ-ланцюгів).
- β-δ-таласемія (з комбінованим ураженням β- і δ-ланцюгів молекули гемоглобіну).
- Таласемії, спричиненими структурними порушеннями молекули гемоглобіну:
  - Таласемія Lepore;
  - Гемоглобінопатія Constant Spring (GS).

За клінічною формою таласемія поділяється на:
- Велика форма — з характерними ускладненнями по типу трофічних виразок шкіри, цирозу печінки, фіброзу підшлункової залози, затримки статевого розвитку, патологічних переломів кісток, частими пневмоніями та сепсисом.
- Проміжна форма — з незначним відставанням у фізичному розвитку, гіперспленізмом і ураженням кісток.
- Мала форма — з легкою анемією.
- Мінімальна форма (синдром Сильвестроні — Б'янко) — із безсимптомним перебігом, виявлення можливе лише при біохімічно-генетичному дослідженні.

За перебігом захворювання таласемія поділяється на:
- Тяжка форма.
- Хронічна форма середньої тяжкості.
- Хронічна форма з легким перебігом.

## Клінічна симптоматика
Клінічні прояви таласемії залежать від форми захворювання. Найчастіше симптоми захворювання з'являються вже в дитинстві. Характерними клінічними симптомами захворювання є блідо-жовтяничне забарвлення шкіри, загальна слабкість, підвищена втомлюваність, задишка при фізичному навантаженні, відставання у фізичному та статевому розвитку. У хворих спостерігається підвищена сприйнятливість до інфекційних захворювань. У таких хворих часто спостерігаються вроджені деформації кісток, зокрема баштоподібний череп, сідлоподібне перенісся, звуження очниці, збільшення в розмірах верхньої щелепи, порушення прикусу. На гомілках спостерігається поява трофічних виразок. У хворих спостерігається збільшення у розмірах печінки та селезінки, збільшення у розмірах живота, виділення сечі темного забарвлення. При тяжких гомозиготних формах таласемії спостерігається водянка плоду та часте народження мертвої дитини. Окрім цього, при таласемії часто спостерігаються синовіти великих суглобів, фіброз підшлункової залози з можливим формуванням цукрового діабету, цироз печінки, жовчнокам'яна хвороба, спостерігаються прояви гемосидерозу внутрішніх органів (з ураженням печінки, селезінки, явищами кардіосклерозу).

## Діагностика
У діагностиці таласемії основними є дані зовнішнього огляду, при якому характерними є баштоподібний череп, сідлоподібне перенісся, звуження очниці, збільшення в розмірах верхньої щелепи, порушення прикусу, збільшення у розмірах печінки та селезінки, блідо-жовтяничне забарвлення шкіри, трофічні виразки гомілок; та дані загальноклінічного аналізу крові, в якому спостерігається зниження рівня гемоглобіну (іноді до рівня 30—50 грамів/літр), зниження кількості еритроцитів та зменшення кольорового показника, збільшення кількості ретикулоцитів (молодих попередників еритроцитів). У біохімічному аналізі крові спостерігається підвищення кількості заліза в сироватці крові, а також підвищення рівня білірубіну в крові. У мазку периферичної крові спостерігаються слабо зафарбовані еритроцити (внаслідок низького вмісту гемоглобіну), мішенеподібної форми (із потовщенням у центрі та блідими витонченими краями), анізоцитоз (наявність клітин різного розміру) та пойкілоцитоз (зміна форми клітин) еритроцитів. При проведенні електрофорезу гемоглобіну з якісним визначенням фракцій спостерігається значне збільшення рівня фетального гемоглобіну. При проведенні пункції кісткового мозку спостерігається збільшення кількості незрілих форм еритроцитів, які мають ядра, а також гіперплазія червоного ростка кровотворення.
При ультразвуковому обстеженні органів черевної порожнини спостерігається збільшення у розмірах печінки і селезінки, а також наявність каменів у жовчному міхурі.
При рентгенологічному обстеженні кісток черепа спостерігається характерна картина так званого «волохатого черепа» — одночасно з наявністю у кістках явищ остеопорозу спостерігається наявність ділянок гіпертрофії кісткової тканини (симптом «щітки» або «їжака»). На рентгенограмах стоп і кистей спостерігається поперечна покресленість дрібних кісток.
При проведенні молекулярно-генетичних досліджень виявляється мутація гена в одного з ланцюгів глобіну. Для пренатальної діагностики таласемії проводяться біопсія ворсинок хоріону на 11 тижні вагітності та амніоцентез на 16 тижні вагітності.

## Лікування
Лікування таласемії є симптоматичним. Основним способом лікування хвороби є переливання крові. Переливання цільної крові застосовується рідко, виключно у тяжких випадках (зокрема, при великій β-таласемії), коли необхідно поповнення не лише форменних елементів крові, але й білків плазми крові та інших компонентів крові, проте цей спосіб лікування при частому застосуванні може призвести до гемосидерозу внутрішніх органів. Значно частіше проводиться переливання розморожених, відмитих або фільтрованих еритроцитів, при застосуванні яких спостерігається менше побічних ефектів. Одночасно з переливанням еритроцитів застосовується введення хелатних сполук заліза (десферал). При виникненні гемолітичних кризів застосовується введення глюкокортикоїдних гормонів. При значному розмірі селезінки проводиться спленектомія. Найефективнішим способом лікування таласемії вважається трансплантація кісткового мозку, проте для цієї операції рідко вдається підібрати відповідного донора. При ураженні печінки застосовуються гепатопротектори тривалими курсами. Для покращення виведення заліза з організму застосовується аскорбінова кислота, а також рекомендується вживання продуктів, які сприяють виведенню заліза з організму: чай, какао, волоські горіхи, соя.